# レネ・ラサルテス
レネ・ラサルテス（Rene Lasartesse、本名：Edouard Probst、1928年1月21日 - 2018年12月12日）は、ヨーロッパを主戦場としていたスイス出身のプロレスラー。
ジャック・デ・ラサルテス（Jack de Lasartesse）またはルードヴィッヒ・フォン・クラップ（Ludvig von Krupp）のリングネームでも知られ、中欧の貴族出身を自称する高慢なヒールとして、欧州各国をはじめアメリカや日本でも活躍した。

## 来歴
1953年、ドイツのプロレスラー兼プロモーターだったポール・バーガーのスカウトでデビュー。同年のケルンおよび翌1954年のビーレフェルトでのトーナメントで優勝を果たし、1957年よりルードヴィッヒ・フォン・クラップと名乗ってアメリカに進出。現在のWWEの前身団体である北東部地区のNWAキャピトル・レスリングに参戦して、ニューヨークのマディソン・スクエア・ガーデンにも出場。バディ・ロジャースのタッグパートナーを務め、アントニオ・ロッカからも勝ち越しを収めたという。
1960年代からは再びヨーロッパに戻り、イギリスでは1965年にロンドンでスカイ・ハイ・リーと組み、後にアメリカでラサルテスの貴族ギミックを継承することとなるアル・ヘイズらと対戦。本拠地のドイツではハノーバー・トーナメントに連続出場し、ホースト・ホフマンも参加した1969年の大会では日本の清美川と同率優勝、翌1970年には単独優勝を果たした。
1970年7月、当時ヨーロッパを外国人選手の主要招聘ルートとしていた国際プロレスに、フランスでのリングネームでもあったジャック・デ・ラサルテスの名義で初来日（来日時の表記・呼称は「ジャック・デ・ラサルテーズ」）。同じく初来日のエドワード・カーペンティアと並ぶ外国人エースの一角として、当時サンダー杉山が保持していたIWA世界ヘビー級王座に挑戦、ジョニー・コワルスキーをパートナーに杉山&グレート草津のIWA世界タッグ王座にも挑戦した。なお、1950年代末のアメリカ遠征でも邂逅していたカーペンティアとは、来日第1戦となる7月8日の横浜大会にてシングルマッチで対戦して引き分けている。
1970年代もドイツを活動の拠点に、1978年11月にはローラン・ボックがアントニオ猪木を日本から招聘してプロデュースした欧州世界選手権シリーズ "Inoki Europa Tournee 1978（イノキ・ヨーロッパ・ツアー1978）" に参戦。ボックをはじめウィルフレッド・ディートリッヒやウィレム・ルスカらが参加したツアー中、猪木とは最多の6試合を闘った（戦績は2つの反則負けを含む5敗1分）。なお、ボックはプロとして悪役に徹しきったラサルテスのショーマンシップを高く評価しており、興行の目玉だった猪木との試合を数多くマッチメイクしたのも、開催地での彼のネームバリューを当て込んでのものだったという。翌1979年12月にもボック主催の連続興行に出場し、ドルトムントとオッフェンブルクにてアンドレ・ザ・ジャイアントとハンディキャップ・マッチで対戦した。
その後、1981年12月にはオットー・ワンツ、ディック・マードック、ザ・デストロイヤー、ムース・モロウスキー、伊藤正男などが参加したブレーメンのトーナメントに優勝。以降、1980年代はワンツ主宰のCWAを主戦場に、トニー・セント・クレアー、スティーブ・ライト、ピート・ロバーツらと対戦。1984年はアメリカから遠征してきたバロン・フォン・ラシクともタッグを組み、1986年8月にはオーストリアのウィーンにてブル・パワーこと後のビッグバン・ベイダーと引き分けている。
1990年の引退後は、母国スイスのライナハに居住。なお、現役時代の彼は新人選手のトレーナーも兼任しており、ミレ・ツルノやロビー・ブルックサイドなどのほか、アマチュアからプロに転向して間もなかった頃のローラン・ボックの指導にも携わっていたという。
2018年12月12日、90歳で死去。

## 得意技
- ワンハンド・バックブリーカー
- ツームストーン・パイルドライバー
- ニー・ドロップ
- エルボー・バット

## 獲得タイトル
- 世界ライトヘビー級王座（スペイン版）：1回[15]
- ハノーバー・トーナメント優勝：2回（1969年、1970年）[6]
- ブレーメン・トーナメント優勝：1回（1981年）[10]